# T.V.O.R. Teste Vuote Ossa Rotte
T.V.O.R. Teste Vuote Ossa Rotte, anche conosciuta come T.V.O.R. Chaoszine, fu una fanzine italiana di area hardcore punk nata nel 1981 a Como. Il primo numero fu pubblicato in tiratura di 500 copie nel settembre di quell'anno. La fanzine gestiva poi la T.V.O.R. on vinyl, un'etichetta indipendente che continuò la sua attività anche dopo la chiusura della "testata" ed il marchio Ossa Rotte Tapes con cui pubblicava album su cassetta. L'ideazione e lo sviluppo del progetto fu ad opera di Stiv "Rottame" Valli ex membro degli Orda e Marco "Maniglia" dei Crash Box. La rivista fu definita da Tim Yo di Maximumrocknroll e da Jello Biafra come una delle più belle fanzine del mondo.

## Storia

### 1981-1985: TVOR Chaoszine
La TVOR Chaoszine nacque nel 1981 a Como ad opera di Stiv Rottame Valli e Marco Maniglia Medici. Inizialmente, l'acronimo ispirato al gruppo T.S.O.L. (True Sound of Liberty), doveva significare True Voice of Rebels, e solo in seguito prese il più fortunato Teste Vuote Ossa Rotte. Fu con questo nome che la fanzine uscì per la prima volta nel settembre del 1981 per sopperire alla necessità di far circolare notizie relative alla scena punx ed hardcore italiana ed internazionale, in un momento storico in cui, senza il web, la reperibilità di informazioni era affidata al solo ai circuiti del DIY, che tentavano di riappropriarsi dei canali di produzione della cultura.
Se la copertina del primo numero prendeva spunto dalla cover di un disco dei D.O.A., la grafica era fatta perlopiù da un cut-up di immagini di gruppi musicali, di politici agghindati in modo ironico e di guerriglie urbane, slogan punk ed "A" cerchiate, il tutto appiccicato su fondo nero in stile crassiano, allo stesso modo i tempi di lettura degli articoli coincidevano programmaticamente con l'ascolto di un brano punk, risultando così semplici e diretti. Fra i contenuti dei primi numero si trovavano traduzioni dei testi di gruppi inglesi come Crass, Discharge e Black Flag, recensione di concerti e tour italiani, ed articoli su D.O.A., Disorder, dei primissimi Bad Religion, degli italiani Wretched e Blue Vomit e dei Meat Puppets. Vi sono poi articoli su alcune declinazioni del movimento punk hardcore come lo straight edge, su eventi come il Chaos Tag di Hannover ed articoli che raccontano di più di 30 fanzine attive in Italia (Archaeopteryx, Punkaminazione, Anti-Utopia, G.D.H.C., Echo, Distrofia e tante altre).
La fanzine, nei 5 numeri pubblicati in 5 anni passò gradualmente dalle iniziali 500 copie pubblicate nel 1981 alle 3000 copie pubblicate con il numero 5 del 1985
, tutte distribuite rigorosamente su circuito postale in tutto il mondo. Nel 1984 inoltre Stiv Valli con i suoi Crash Box si recano negli Stati Uniti per un tour americano, e vengono ospitati da Tim Yo, che gli lascia libero accesso agli archivi fotografici di Maximumrocknroll. Nelle 104 pagine che compongono il numero 5 di TVOR quindi, compaiono numerose immagini dei fotografi della scena statunitense come Ed Colver, Glen E. Friedman, Murray Bowles e Tim Tonooka. Importanti e di grande spunto sono poi i numerosi articoli che mettono a confronto usi e modi di fare differenti fra la scena americana e quella italiana.

### 1983: La nascita di Ossa Rotte Tapes
Fu nel 1983, che Stiv Valli e Marco Maniglia iniziano, parallelamente alla produzione della fanzine, anche a pubblicare album su cassetta i gruppi sia della scena italiana, ed alcuni concerti di gruppi americani registrati in Italia, sotto il marchio Ossa Rotte Tapes. La prima pubblicazione fu la registrazione del concerto dei Black Flag del 22 febbraio 1983 all'Odissea 2001 di Milano. Negli anni a seguire l'etichetta pubblicò numerosi gruppi italiani come Negazione, Declino e Crash Box. Solo in seguito, dopo aver maturato una certa esperienza discografica con la Ossa Rotte Tapes, nacque la TVOR On Vinyl, con cui Rottame e Maniglia pubblicheranno gran parte della scena hardcore punk piemontese e lombarda.

### 1985: La nascita della TVOR on Vinyl
Nel 1985, con il marchio TVOR on Vinyl, Rottame e Maniglia inaugurano la nuova etichetta pubblicando come prima edizione l'album Osservati dall'inganno degli Indigesti. Molti i gruppi della scena hardcore punx italiana prodotti su questo marchio: Crash Box, Upset Noise, Negazione, Ifix Tcen Tcen, Disper-Azione, Peggio Punx, Upside, Impact, Punkreas, Shandon, Glare, Atrox, Raw Power e molti altri

#### Alcune produzioni discografiche
- Indigesti: Osservati dall'inganno - LP 1985
- Crash Box: Finale - LP 1987
- Upset Noise: Nothing more to be said - LP (ristampa) 1988
- Negazione: Lo spirito continua - LP (ristampa) 1989
- Ifix Tcen Tcen: Liquid Party - LP
- Disper-Azione: II - LP
- Crash Box: Nel cuore - LP 1989
- Upset Noise: Growing Pain - LP
- Peggio Punx: Cattivi maestri - LP 1989
- Upside: Tristi orizzonti - LP 1990
- Impact: Tutto tace - LP 1990
- Raw Power: Live Danger - CD 1991
- Ifix Tcen Tcen: Oltre la collina - LP 1992
- Glare: Distrust - LP 1992
- Atrox: Sporco Natale - 7" 1992
- Punkreas: United Rumors of Punkreas - LP 1993
- Shandon: Skamobile - LP 1998
- Cripple Bastards: Frammenti Di Vita - CD - 2011